# Знаки почтовой оплаты Украины (1998)
Знаки почтовой оплаты Украины (1998) — перечень (каталог) знаков почтовой оплаты (почтовых марок), введённых в обращение почтой Украины в 1998 году.
В 1998 году было выпущено 52 памятные (коммеморативные) почтовые марки. Тематика коммеморативных марок охватывала юбилеи выдающихся деятелей культуры, памятники архитектуры Украины, знаменательные даты, виды представителей фауны и флоры и другие сюжеты. В обращение поступили марки номиналом от 0,1 до 3 гривен.
Почтовые марки № 188—193 и 202—208 были напечатаны банкното-монетным двором Национального банка Украины, а № 183—187, 194—201, 209—234 — напечатаны государственным предприятием «Полиграфический комбинат „Украина“».

## Список коммеморативных марок
Порядок следования элементов в таблице соответствует номеру по каталогу марок Украины на официальном сайте Укрпочты (укр. КМД УДППЗ «Укрпошта»), в скобках приведены номера по каталогу «Михель».
| № по каталогу                                                                                   | Изображение | Описание и источники | Номинал                              | Дата выпуска          | Тираж     | Художник                                                  |
| ----------------------------------------------------------------------------------------------- | ----------- | --- | ------------------------------------ | --------------------- | --------- | --------------------------------------------------------- |
| № 183 (Mi #243)                                                                                 |             | 100 років від дня народження Володимира Миколайовича Сосюри (1898—1965). с укр. — «100 лет со дня рождения Владимира Николаевича Сосюры (1898—1965)». | 0,20 гривны                          | 6 января 1998 года    | 200 000   | Алексей Штанко                                            |
| № 184 (Mi #244)                                                                                 |             | XIII зимові Олімпійські Ігри в Нагано. Біатлоніст. с укр. — «XIII зимние Олимпийские Игры в Нагано. - Биатлонист». | 0,20 гривны                          | 14 февраля 1998 года  | 200 000   | Алексей Штанко                                            |
| № 185 (Mi #245)                                                                                 |             | XIII зимові Олімпійські Ігри в Нагано. Фігурне катання. с укр. — «XIII зимние Олимпийские Игры в Нагано. - Фигурное катание». | 0,20 гривны                          | 14 февраля 1998 года  | 200 000   | Алексей Штанко                                            |
| № 186 (Mi #246)                                                                                 |             | 2500 років з часу заснування міста Білгород-Дністровський. с укр. — «2500 лет со дня основания города Белгород-Днестровский». | 0,20 гривны                          | 18 апреля 1998 года   | 200 000   | Алексей Штанко                                            |
| № 187 (Mi #247)                                                                                 |             | Серія «Кораблебудування в Україні» Фрегат «Гетьман Сагайдачний» з купоном Національна філателістична виставка «Укрфілексп-98». с укр. — «Серия «Кораблестроение на Украине»: Фрегат Гетман Сагайдачный с купоном Национальная филателистическая выставка „Укрфилэксп-98“». | 0,30 гривны                          | 28 апреля 1998 года   | 200 000   | В. В. Руденко                                             |
| № 188 (Mi #248) № 189 (Mi #249) № 190 (Mi #250) № 191 (Mi #251) № 192 (Mi #252) № 193 (Mi #253) |             | Блок «Монети України. Минуле і сучасне. Щорічні збори Ради керуючих Європейського банку реконструкції та розвитку в м. Києві (травень 1998 р.)»: пам'ятна монета «Петро Могила»; пам'ятна монета «Богдан Хмельницький»; пам'ятна монета «Т. Г. Шевченко»; пам'ятна монета «Оранта»; срібник князя Володимира Святославича; злотник князя Володимира Святославича. с укр. — «Блок Монеты Украины. Прошлое и настоящее. Ежегодные сборы совета управляющих Европейского банка реконструкции и развития в г. Киеве (май 1998 г.): - памятная монета «Пётр Могила» - памятная монета «Богдан Хмельницкий» - памятная монета «Т. Г. Шевченко» - памятная монета «Оранта» - сребреник князя Владимира Святославовича - златник князя Владимира Святославовича». | 0,30 0,60 1,00 гривны                | 8 мая 1998 года       | 30 000    | В. Н. Козаченко Владимир Таран Алексей Харук Сергей Харук |
| № 194 (Mi #254)                                                                                 |             | Європа. Народні свята та обряди. «Свято Івана Купала». с укр. — «Европа. Народные праздники и обряды. Праздник Ивана Купала». | 0,40 гривны                          | 16 мая 1998 года      | 200 000   | Л. Ф. Калмыкова                                           |
| № 195 (Mi #255) № 196 (Mi #256)                                                                 |             | Блок «100 років заповіднику „Асканія-Нова“»: антилопа; кінь Пржевальського. с укр. — «Блок «100 лет заповеднику „Аскания-Нова“»: - антилопа - лошадь Пржевальского». | 0,40 0,60 гривны                     | 16 мая 1998 года      | 60 000    | В. Н. Евтушенко                                           |
| № 197 (Mi #257) № 198 (Mi #258) № 199 (Mi #259)                                                 |             | Зчіпка «Львівська картинна галерея»: Ліотар Жан Етьєн «Імператриця Марія Тереза» 1763 р.; Львівський художник XVII ст. «Богоматір з дитям»; Хонтхорст Герріт «Чоловік з віолончеллю» 1631 р. с укр. — «Сцепка «Львовская картинная галерея»: - Лиотар Жан-Этьен «Императрица Мария Тереза» 1763 г. - львовский художник XVII века. «Богородица с младенцем» - Хонтхорст Геррит «Мужчина с виолончелью» 1631 г.». | 0,20 0,40 0,20 гривны                | 20 июня 1998 года     | 250 000   | И. А. Быченко                                             |
| № 200 (Mi #Block11)                                                                             |             | Блок «Львівська картинна галерея» Італійська школа XVI ст. «Мадонна з дитятком і двома святими». с укр. — «Блок «Львовская картинная галерея»: итальянская школа XVI века «Мадоонна с младенцем и двумя святыми»». | 1,20 гривны                          | 20 июня 1998 года     | 70 000    | И. А. Быченко                                             |
| № 201 (Mi #261)                                                                                 |             | Блок «100 років Національному технічному університету України „Київський політехнічний інститут“». с укр. — «Блок «100 лет национальному техническому университету Украины „Киевский политехнический институт“»». | 1,00 гривна                          | 27 июня 1998 года     | 50 000    | Сергей Беляев                                             |
| № 202 (Mi #262)                                                                                 |             | Давні київські князі Аскольд і Дір (IX ст.) з купоном. с укр. — «Древние киевские князи Аскольд и Дир (IX век) с купоном». | 3,00 гривны                          | 4 июля 1998 года      | 150 000   | Владимир Таран Алексей Харук                              |
| № 203 (Mi #263) № 204 (Mi #264) № 205 (Mi #265) № 206 (Mi #266) № 207 (Mi #267) № 208 (Mi #268) |             | Блок «350 років від початку визвольної війни українського народу (1648—1676 рр.) під проводом Богдана Хмельницького». с укр. — «Блок «350 лет с начала освободительной войны украинского народа (1648—1676 гг.) под предводительством Богдана Хмельницкого»». | 0,30 2,00 0,30 0,40 0,60 0,40 гривны | 25 июля 1998 года     | 50 000    | В. Н. Козаченко Владимир Таран Алексей Харук Сергей Харук |
| № 209 (Mi #269)                                                                                 |             | 1100 років із часу заснування міста Галича. с укр. — «1100 лет со дня освобождения города Галича». | 0,20 гривны                          | 1 августа 1998 года   | 200 000   | Геннадий Клещар                                           |
| № 210 (Mi #270)                                                                                 |             | Славетні жінки України. Анна Ярославна. с укр. — «Серия «Знаменитые женщины Украины»: Анна Ярославна». | 0,40 гривны                          | 8 августа 1998 года   | 200 000   | Алексей Штанко                                            |
| № 211 (Mi #271)                                                                                 |             | Юрій Федорович Лисянський (1773—1837). с укр. — «Лисянский Юрий Фёдорович (1773—1837)». | 0,40 гривны                          | 13 августа 1998 года  | 200 000   | Алексей Штанко                                            |
| № 212 (Mi #272)                                                                                 |             | Наталія Ужвій (1898—1986). с укр. — «Наталия Ужвий (1898—1986)». | 0,40 гривны                          | 8 сентября 1998 года  | 200 000   | Сергей Лукьяненко                                         |
| № 213 (Mi #273) № 214 (Mi #274) № 215 (Mi #275) № 216 (Mi #276) № 217 (Mi #277)                 |             | Зчіпка «100 років КПІ»: перший директор КПІ В. Л. Кирпичов; академік Є. О. Патон; видатний вчений-механік С. П. Тимошенко; видатний авіаконструктор І. І. Сікорський; засновник практичної космонавтики С. П. Корольов. с укр. — «100 лет КПИ - Первый директор КПИ В. Л. Кирпичёв; - Академик Е. О. Патон; - Выдающийся учёный-механик С. П. Тимошенко; - Выдающийся авиаконструктор И. И. Сикорский; - Основоположник практической космонавтики С. П. Королёв». | 0,10 0,20 0,30 0,40 гривны           | 10 сентября 1998 года | 200 000   | Сергей Беляев                                             |
| № 218 (Mi #278)                                                                                 |             | 1000 років літописанню і книжковій справі в Україні. с укр. — «1000 лет летописанию и книжному делу на Украине». | 0,20 гривны                          | 19 сентября 1998 года | 200 000   | Алексей Штанко                                            |
| № 219 (Mi #279)                                                                                 |             | Всесвітній день пошти. с укр. — «Всемирный день почты». | 0,10 гривны                          | 19 сентября 1998 года | 5 000 000 | А. Руденко                                                |
| № 220 (Mi #280)                                                                                 |             | Спасо-Преображенський собор XI ст. (м. Чернігів). с укр. — «Спасо-Преображенский собор XI век (г. Чернигов)». | 0,20 гривны                          | 21 сентября 1998 года | 200 000   | Геннадий Клещар                                           |
| № 221 (Mi #281)                                                                                 |             | Покровський собор XVII ст. (м. Харків). с укр. — «Покровский собор XVII век (г. Харьков)». | 0,20 гривны                          | 21 сентября 1998 года | 200 000   | Геннадий Клещар                                           |
| № 222 (Mi #282) № 223 (Mi #283) № 224 (Mi #284) № 225 (Mi #285)                                 |             | Зчіпка з чотирьох марок «Червоновола казарка». с укр. — «Сцепка из четырёх марок «Краснозобая казарка» Branta ruficollis». | 0,20 0,30 0,40 0,60 гривны           | 10 октября 1998 года  | 200 000   | Геннадий Кузнецов                                         |
| № 226 (Mi #287)                                                                                 |             | Серія «Гетьмани України»: Гетьман Петро Дорошенко. с укр. — «Серия «Гетманы Украины»: Гетман Пётр Дорошенко». | 0,20 гривны                          | 28 ноября 1998 года   | 100 000   | Юрий Логвин                                               |
| № 227 (Mi #286)                                                                                 |             | Антонов-140. с укр. — «Антонов-140». | 0,20 гривны                          | 28 ноября 1998 года   | 200 000   | Сергей Лукьяненко                                         |
| № 228 (Mi #287)                                                                                 |             | Антонов-70. с укр. — «Антонов-70». | 0,40 гривны                          | 28 ноября 1998 года   | 200 000   | Сергей Лукьяненко                                         |
| № 229 (Mi #289)                                                                                 |             | Б. Д. Грінченко (1863—1910). с укр. — «Б. Д. Гринченко (1863—1910)». | 0,20 гривны                          | 4 декабря 1998 года   | 200 000   | Геннадий Заднипряный                                      |
| № 230 (Mi #290)                                                                                 |             | З Різдвом Христовим! с укр. — «С Рождеством Христовым!». | 0,30 гривны                          | 11 декабря 1998 года  | 200 000   | И. Брынюк                                                 |
| № 231 (Mi #291)                                                                                 |             | 50 років українській діаспорі в Австралії. с укр. — «50-летие украинской диаспоры в Австралии». | 0,40 гривны                          | 20 декабря 1998 года  | 144 000   | Александр Калмыков                                        |
| № 232 (Mi #293) № 233 (Mi #294)                                                                 |             | Зчіпка «50 років. Загальна декларація прав людини» Катерина Білокур (1900—1961), дві марки з купоном: «Квіти в тумані» (1940); «Букет квітів» (1959). с укр. — «Сцепка «50 лет общей декларации прав человека» искусство Катерины Белокур (1900—1961), две марки с купоном (автопортрет): - «Цветы в тумане» (1940) - «Букет цветов» (1959)». | 0,30 0,50 гривны                     | 25 декабря 1998 года  | 100 000   | Е. В. Белокур (оформление Александр Калмыков)             |
| № 234 (Mi #292)                                                                                 |             | «Зоряні рани» Землі. 400 млн років Іллінецькій астроблемі. с укр. — ««Звёздные раны Земли». 400 млн лет Ильинецкой астроблеме». | 0,40 гривны                          | 25 декабря 1998 года  | 200 000   | по рис. Don Davis, USA (оформление В. Н. Евтушенко)       |

## Комментарии
1. ↑  Коммеморативные марки — обобщённое название специальных художественных (памятных, юбилейных и других) почтовых марок. Для упрощения терминологии в случаях, когда требуется лишь подчеркнуть, что данная марка не является общеупотребляемой (то есть стандартной), под термином «коммеморативная марка» подразумевают, кроме перечисленных выше, также тематические (рисунки которых, посвящены определённой теме коллекционирования) марки. Также все упомянутые марки, объединённые термином «коммеморативная», имеют общую черту: как правило, такие марки изготовляются на высоком полиграфическом уровне[3].
2. ↑  Ниже приведён перечень памятных художественных марок (с возможностью сортировки по номиналу, тиражу и дате введения в обращение).